# 李紹鴻
李紹鴻，SBS，ISO，JP[?]（1933年6月6日—2014年1月9日），香港醫生及公共衛生、傳染病和醫療行政專家，1988年11月至1989年3月署任香港政府醫務衛生署署長，1989年4月至1994年6月任首位衛生署署長。
李紹鴻1958年畢業於香港大學醫學院，1960年加入醫務衛生署任職醫生，署任醫務衛生署署長前，曾於1967年升任高級醫生、1970年實任首席醫生、1973年任助理署長，以及自1977年起晉升為副署長，任內處理過公共衛生、傳染病控制、衛生教育、職業與環境健康、衛生政策和醫務衛生管理等各方面事宜。醫務衛生署在1989年分拆成為衛生署和醫院事務署後，他順利過渡為衛生署署長，任內曾署任衛生福利司一職，處理過大小公共衛生等多方面的議題。
1994年退出衛生署後，李紹鴻擔任香港中文大學醫學院社區醫學講座教授和社區及家庭醫學系系主任，1999年起兼任中大賽馬會公共衛生學院首任院長，至2001年退休；後獲禮聘為社區醫學榮休講座教授，2009年進一步當選為中大榮譽院士。退休後的李紹鴻仍身兼多項與公共衛生相關的公職，歷任香港吸煙與健康委員會主席、職業性失聰補償管理局主席、禁毒常務委員會主席、愛滋病科學委員會委員和嚴重急性呼吸系統綜合症專家委員會委員等職。

## 生平

### 早年生涯
李紹鴻祖籍中國廣東鶴山，1933年6月6日生於當地，早年因戰亂隨家人移居香港，於赤柱的聖士提反書院過寄宿生活，畢業後考入香港大學主修醫學，是聖約翰學院宿生。他在1958年從港大取得內外全科醫學士（M.B., B.S.）學位畢業，後於1963年從新加坡大學獲得公共衛生學文憑（D.P.H.），1969年再從英國的倫敦大學倫敦衛生與熱帶醫學院取得工業衛生學文憑（D.I.H.），以及於1992年從香港大學取得醫學士（M.D.）學位。

### 醫務生涯
1958年從香港大學畢業後，李紹鴻旋於九龍醫院開展實習，1960年4月正式加入香港政府，在醫務衛生署任職醫生，最初負責港口衛生，周末還要到離島診症，另外也曾先後被派到新界和九龍工作。當時香港與華南和其他東南亞地區一樣，結核病、瘧疾、白喉和霍亂等傳染病仍是十分普遍，在1961和1962年，香港還分別經歷兩次霍亂疫潮而被迫宣佈成為疫埠，當中又以1961年的疫潮較為嚴重。
為了控制疫情和預防疫潮爆發，李紹鴻曾經要走到社區前線追查病源和主導防疫工作，甚至深入一些沒有水源的落後地區抽取夜香樣本化驗。在醫務衛生署任職多年，他負責過公共衛生、傳染病控制、衛生教育、職業與環境健康、衛生政策和醫務衛生管理等各方面的事宜。他在1965年11月被調派到醫務衛生署流行病學科，1967年4月升任高級醫生，1968年8月署任首席醫生，1970年實任首席醫生，以及在1973年5月晉升為醫務衛生署助理署長（衛生事務）兼醫療輔助隊助理總監，任內負責開設美沙酮診所的工作，又經常主持和出席公開活動向市民宣傳與醫療和健康有關的訊息，並奉委官守太平紳士。
李紹鴻在1977年1月獲進一步擢升為醫務衛生署副署長（衛生事務及計劃），到1986年1月改任醫務衛生署副署長（醫療事務），期間兼任醫療輔助隊副總監一職。在副署長任內，他特別關注傳染病事務，應對過多宗霍亂個案，當中包括1986年導致香港一度宣佈成為疫埠的一次霍亂疫潮。1985年香港首度發現愛滋病後，他也採取一系列措施監察情況，及從外國購置儀器防止愛滋病毒透過捐血傳播。此外，他還促成港府在1987年立例禁止銷售無煙煙草產品，防止有關產品在香港興起。
1988年11月，李紹鴻接替退休的唐嘉良醫生出任署理醫務衛生署署長，當時港府正推動公營醫療改革，除了在1988年10月成立臨時醫院管理局外，又計劃把醫務衛生署分拆為衛生署和醫院事務署，實行把公共衛生事務和公立醫院事務分家，長遠再把公立醫院事務由醫院事務署轉交1990年成立的醫院管理局負責。因此在過渡期內，李紹鴻僅以署任形式擔任醫務衛生署署長。在任內，他曾經應對公立醫院護理員和醫生在1988年至1989年針對薪酬待遇、工作時數和其他管理問題而發起的工業行動。
1989年4月衛生署成立後，李紹鴻順利過渡成為首任衛生署署長，由於原醫務衛生署署長一職與其直轄上司衛生福利司同屬首長級「D6」職級，為了在行政上更確切地反映兩者關係，衛生署署長連同醫院事務署署長同被降級至首長級「D5」職級。在衛生署署長任內，他主管公共衛生和社區醫學等事務，積極向外推廣器官捐贈計劃、健康城市計劃和參與一系列的醫療改革，並在1993年創立香港社會醫學院和出任首任院長一職。
1992年及1993年，他又署任衛生福利司一職，管轄醫院管理局、衛生署、醫院事務署和社會福利署各事宜，任內促成《1992年醫生註冊（修訂）條例》獲立法局通過。此外，李紹鴻在1988年至1996年擔任香港防癆心臟及胸病協會會長，其後改任副會長；以及在1988年至1994年任醫療輔助隊總監，任內與香港總督衛奕信爵士在1991年12月一同主持位於何文田公主道的醫療輔助隊新大樓落成啟用儀式。
李紹鴻歷年來獲得多項院士榮銜，他在1974年、1984年和1992年分別當選倫敦皇家內科醫學院公共衛生醫學科院員（M.F.C.M.）、公共衛生醫學科院士（F.F.C.M.）和倫敦皇家內科醫學院院士（F.R.C.P.）；另外在1993年當選香港醫學專科學院院士（社會醫學）（F.H.K.A.M. (C.M.)），也是倫敦皇家內科醫學院公共衛生醫學科院士（F.F.P.H.）、澳洲皇家內科醫學院職業醫學科院士（F.A.F.O.M.）、倫敦皇家內科醫學院職業醫學科院士（F.F.O.M.）和澳洲皇家醫務行政學院院士（F.R.A.C.M.A.）等。1988年，他獲世界衛生組織西太平洋區獎牌，繼後又於1990年元旦授勳名單獲英廷頒授帝國服務勳章（I.S.O.），以肯定他多年來在公共衛生和醫務等方面的表現。

### 退而不休
李紹鴻在1994年6月卸任衛生署署長一職，由陳馮富珍醫生接任，退出服務前後34年的香港政府。1994年7月，他加入香港中文大學擔任醫學院社區醫學講座教授和社區及家庭醫學系系主任，任內倡議建立公共衛生學院，促成香港中文大學賽馬會公共衛生學院在1999年成立，並由他兼任首任院長。在他的主持下，位於沙田威爾斯親王醫院旁邊的學院大樓在2001年1月落成，旋於同年6月正式開幕。
另外，李紹鴻在中文大學任教期間身兼多項大學職務，其中包括健康促進及防護諮詢委員會主席、健康學校督導委員會主席、大學保健服務委員會主席和額外門診服務計劃督導委員會召集人等。他還曾經為大學創設健康教育及促進健康中心和開辦中小學教師健康教育文憑課程，以推動由他倡議的健康學校計劃。李紹鴻在2001年6月從中文大學榮休後，於2002年8月獲校方禮聘為社區醫學榮休講座教授，其後又擔任過中醫中藥研究所名譽顧問（外務）、公共衛生及基層醫療學院名譽顧問和崇基學院資深導師等職。
除了中文大學的工作，李紹鴻參與不少與醫療相關的事務，分別在1995年、1998年、1999年和2003年創立香港傳染病醫學會、香港流行病學學會、香港健康促進及教育協會和全球華人公共衛生協會，並任四會的創會會長；另外又獲母校香港大學聘任為醫學院和中醫藥學院榮譽教授。1994年至1997年，他獲港府委任為香港吸煙與健康委員會主席，任內促成港府在1997年修訂《吸煙（公眾衛生）條例》，落實全面禁止煙草廣告和擴大法定非吸煙區範圍的建議。其後，他還在1995年至2003年任職業性失聰補償管理局首任主席，1999年至2003年任禁毒常務委員會主席，2000年至2006年當選選舉委員會醫學界別委員，以及擔任過愛滋病科學委員會委員等職。2003年，香港爆發嚴重急性呼吸系統綜合症疫潮，多人喪命，事後港府設立嚴重急性呼吸系統綜合症專家委員會，負責檢討事件，李紹鴻獲委任為委員之一；委員會其後提交的報告書，促成港府在2004年成立衛生防護中心。
李紹鴻歷年來獲得不少獎項，以肯定他在公共衛生和控煙等多方面的工作，當中計有在2000年獲亞太區公共衛生協會頒發領導成就獎、2002年和2007年分別獲頒中國珠三角地區控煙貢獻獎和亞太區控煙貢獻獎、2005年和2009年分別當選香港醫學專科學院榮譽院士和香港中文大學榮譽院士、2010年獲健康城市聯盟頒贈健康城市成就獎，以及在2012年獲頒醫療政策研究學院首屆醫療領袖獎等。李紹鴻在1996年7月17日奉委非官守太平紳士，2000年再獲香港特別行政區政府頒授銀紫荊星章（S.B.S.），作為表揚。

### 晚年生涯
李紹鴻晚年仍活躍於公開場合，又堅持作息規律和注意健康。2014年1月6日，李紹鴻突然不適入院，延至1月9日清晨約5時許在瑪嘉烈醫院因急性腦溢血逝世，終年80歲。時任食物及衛生局局長高永文醫生和衛生署署長陳漢儀醫生在其逝世當日即時發表聲明致以軫悼，而香港行政長官梁振英隨後也在1月14日在個人網誌上發表悼文，致以悼念。
李紹鴻身後在2014年1月15日在香港殯儀館設靈，晚上舉行守夜祈禱禮，高永文、香港中文大學校長沈祖堯、醫院管理局主席梁智仁與行政總裁梁栢賢、勞工及福利局局長張建宗和香港大學醫學院院長梁卓偉等均有到場弔唁。在場佈置逾300個由行政長官梁振英、政務司司長林鄭月娥和民政事務局局長曾德成等各界人士送贈的花牌，而世界衛生組織總幹事陳馮富珍和高永文等都有撰寫輓詞。翌日，李紹鴻的安息禮拜在中環聖約翰座堂舉行，出席者包括前食物及衛生局局長周一嶽醫生等多名前政府官員和醫學界人士。

## 個人生活

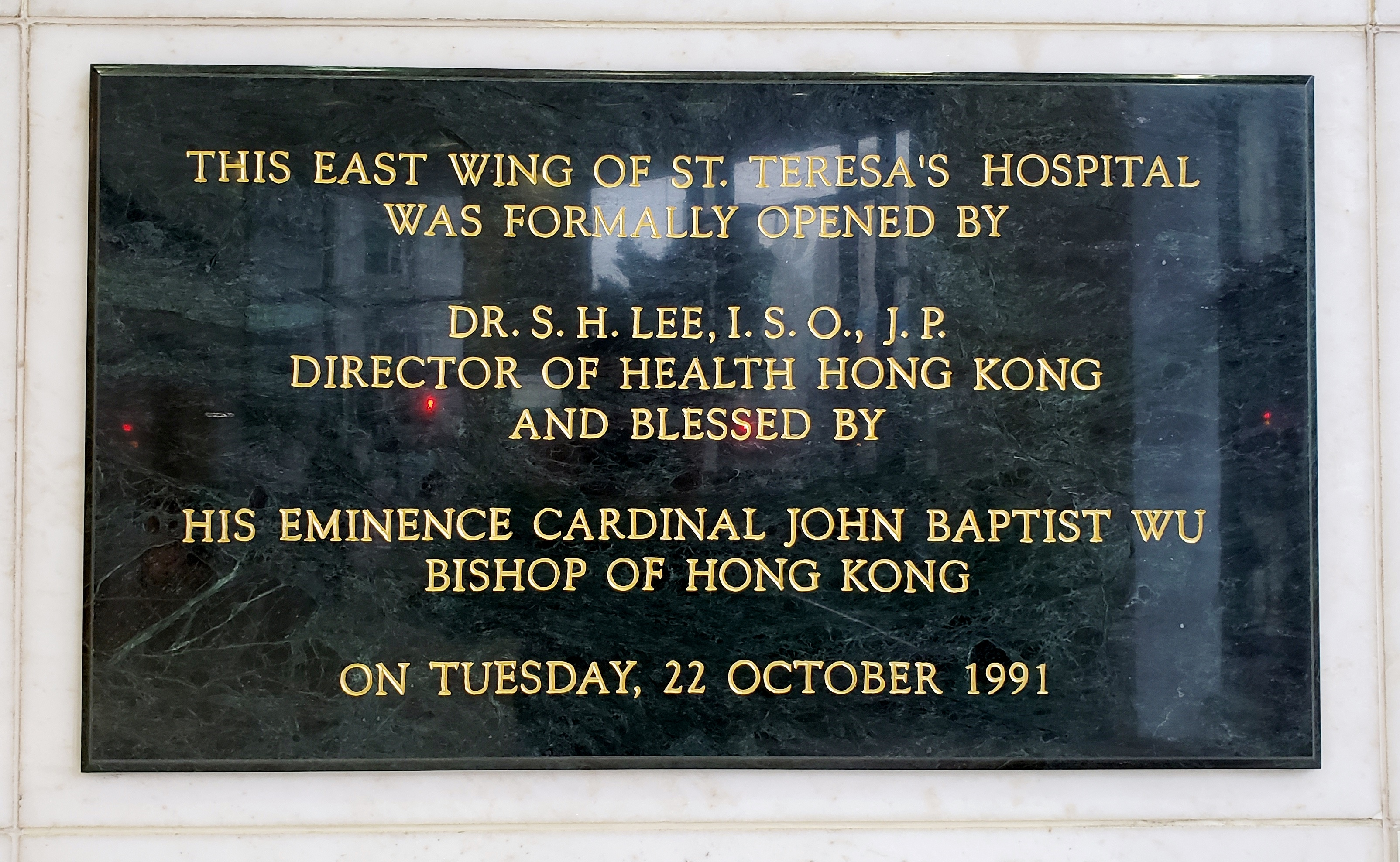
聖德肋撒醫院東翼於1991年10月22日由衛生署署長李紹鴻主持開幕，並由天主教香港教區主教胡振中樞機祝聖

李紹鴻信奉基督教，1959年在香港娶黃慧娟為妻，兩人育有一子三女。他的興趣包括打網球、游泳和唱歌等。

## 榮譽

### 殊勳
- 以下列出榮譽全稱及縮寫：^ 
  - 官守太平紳士（J.P.[11]）
  - 帝國服務勳章（I.S.O.） （1990年元旦授勳名單[31]）
  - 非官守太平紳士 （J.P.） （1996年7月17日[24]）
  - 銀紫荊星章（S.B.S.） （2000年7月1日[39]）

### 榮譽院士
- 香港醫學專科學院 （2005年[37]）
- 香港中文大學 （2009年[7]）

## 部份著作
- "The SARS Epidemic in Hong Kong - What Lessons have we learnt?", Journal of the Royal Society of Medicine, August 2003.
- Prevention and Control of Communicable Disease in Hong Kong. Hong Kong：Government Printer, 1994.
- The SARS Epidemic in Hong Kong - A Human Calamity in the 21st Century. Hong Kong：Centre for Health Education and Health Promotion, School of Public Health, The Chinese University of Hong Kong, 2003.
- 《促進健康：理論與實踐》。香港：香港中文大學出版社，2012年。ISBN 978-9-62821-623-9

## 注腳
1. 1 2 3 4 5  〈李紹鴻設靈，政醫界同哀〉（2014年1月16日）
2. 1 2 3 4  《明報月刊》（1991年），頁21。
3. 1 2  《永遠懷念李紹鴻教授》（2014年1月16日）
4. 1 2  〈退休署長憶戰後苦學英文〉（2012年2月11日）
5. 1 2 3 4 5 6  "Announcements: Professional Appointment" (August 1994)
6. 1 2  〈醫務衛生署四月一日分家〉（1989年3月22日）
7. 1 2 3 4 5 6 7 8 9 10 11 12 13 14 15 16 17 18  "Honorary Fellow - A Citation: Professor Lee Shiu Hung" (2009)
8. ↑  〈醫務總監麥敬時演講醫務與衞生工作〉（1961年5月31日）
9. ↑  〈本港發生首宗霍亂，當局採取緊急措施〉（1962年8月24日）
10. 1 2 3 4  〈首任衞生署長腦溢血病逝〉（2014年1月10日）
11. 1 2 3  Who's who in Hong Kong: a bibliographical dictionary of Hong Kong (1979), p.116.
12. ↑  〈李紹鴻醫生提醒市民，留意食物衛生注意清潔〉（1975年6月11日）
13. ↑  〈李紹鴻心繫公共衛生〉（2011年8月9日）
14. ↑  〈防疫注射作用不大，注意飲食可保平安〉（1982年7月28日）
15. ↑  〈注射乙型肝型疫苗，可預防疾病及肝癌〉（1983年9月12日）
16. ↑  〈李紹鴻勸市民要鎮定，注意飲食衛生尤勝打針〉（1986年8月5日）
17. ↑  〈又一愛滋病人不治〉（1987年11月27日）
18. 1 2  〈敬悼李紹鴻教授 SBS, ISO, 太平紳士〉（2014年1月13日）
19. 1 2 3  〈醫務衛生署長唐嘉良下月退休李紹鴻繼任〉（1988年10月27日）
20. 1 2 3  〈醫務衛生署將分家，港府短期內新任命〉（1989年2月27日）
21. ↑  〈港督強調不要損市民利益，呼籲護理員勿採工業行動〉（1988年11月15日）
22. ↑  〈醫務署長李紹鴻籲政府醫生應為市民著想，重新考慮立場〉（1989年2月28日）
23. ↑  《立法局會議過程正式紀錄》（1993年11月17日）
24. 1 2 3 4 5  〈衛生署署長深切哀悼李紹鴻教授逝世〉（2014年1月9日）
25. 1 2 3 4  〈十方吐露〉（2011年1月4日），頁8。
26. ↑  《立法局會議過程正式紀錄》（1992年5月6日）
27. ↑  《60周年紀念特刊》（2008年），頁4。
28. ↑  〈政府斥資五千萬元興建新醫療隊總部〉（1991年12月17日）
29. ↑  "S. S. No. 4 to Gazette No. 42/2009 （页面存档备份，存于）", Hong Kong Gazette, 2009, p.D5884.
30. ↑  "S. S. No. 4 to Gazette No. 37/2013 （页面存档备份，存于）", Hong Kong Gazette, 2013, p.D7430.
31. 1 2  "Supplement to Issue 51981 （页面存档备份，存于）", London Gazette, 29 December 1989, p.18.
32. 1 2 3 4  〈新聞稿：敬悼李紹鴻教授〉（2014年1月9日）
33. ↑  "Press Release: In Memory of Professor Lee Shiu Hung" (9 January 2014)
34. ↑  〈職業性失聰補償管理局主席與成員深切哀悼李紹鴻教授逝世〉（造訪於2014年1月15日）
35. ↑  〈選舉委員會界別分組選舉結果：四個界別分組〉（2000年7月10日）
36. ↑  〈李紹鴻教授〉（2003年）
37. 1 2  〈悼念李紹鴻教授〉（造訪於2014年1月15日）
38. ↑  〈李紹鴻教授獲醫療領導獎〉（2013年1月19日）
39. 1 2  〈二○○○年授勳名單 （页面存档备份，存于）〉，《香港政府新聞公報》，2000年7月1日。
40. ↑  〈前衞生署長李紹鴻逝世〉（2014年1月10日）
41. ↑  〈食物及衛生局局長對李紹鴻教授逝世深表哀悼〉（2014年1月9日）
42. ↑  〈悼念李紹鴻教授〉（2014年1月14日）
43. 1 2  〈李紹鴻今日舉殯 梁振英林鄭送花牌悼〉（2014年1月16日）

### 中文資料
- 〈醫務總監麥敬時演講醫務與衞生工作〉，《工商日報》第六頁，1961年5月31日。
- 〈本港發生首宗霍亂，當局採取緊急措施〉，《工商日報》第五頁，1962年8月24日。
- 〈李紹鴻醫生提醒市民，留意食物衛生注意清潔〉，《華僑日報》第二張第三頁，1975年6月11日。
- 〈防疫注射作用不大，注意飲食可保平安〉，《華僑日報》第三張第一頁，1982年7月28日。
- 〈注射乙型肝型疫苗，可預防疾病及肝癌〉，《工商日報》第七頁，1983年9月12日。
- 〈李紹鴻勸市民要鎮定，注意飲食衛生尤勝打針〉，《華僑日報》第二張第一頁，1986年8月5日。
- 〈又一愛滋病人不治〉，《華僑日報》第二張第七頁，1987年11月27日。
- 〈醫務衛生署長唐嘉良下月退休李紹鴻繼任〉，《華僑日報》第16頁，1988年10月27日。
- 〈港督強調不要損市民利益，呼籲護理員勿採工業行動〉，《華僑日報》第1頁，1988年11月15日。
- 〈醫務衛生署將分家，港府短期內新任命〉，《華僑日報》第1頁，1989年2月27日。
- 〈醫務署長李紹鴻籲政府醫生應為市民著想，重新考慮立場〉，《華僑日報》第3頁，1989年2月28日。
- 〈醫務衛生署四月一日分家〉，《華僑日報》第3頁，1989年3月22日。
- 《明報月刊》第301-306 期。香港：香港明報有限公司，1991年。
- 〈政府斥資五千萬元興建新醫療隊總部〉，《華僑日報》第6頁，1991年12月17日。
- 《立法局會議過程正式紀錄 （页面存档备份，存于）》。香港：香港立法局，1992年5月6日。
- 《立法局會議過程正式紀錄 （页面存档备份，存于）》。香港：香港立法局，1993年11月17日。
- 〈選舉委員會界別分組選舉結果：四個界別分組 （页面存档备份，存于）〉，《香港政府新聞公報》，2000年7月10日。
- 〈李紹鴻教授 （页面存档备份，存于）〉。香港：嚴重急性呼吸系統綜合症專家委員會，2003年。
- 《60周年紀念特刊》。香港：香港防癆心臟及胸病協會，2008年。
- 〈十方吐露 （页面存档备份，存于）〉，《中大通訊》第三零七期。香港：香港中文大學，2011年1月4日。
- 〈李紹鴻心繫公共衛生〉，《明報健康網》，2011年8月9日。
- 〈退休署長憶戰後苦學英文〉，《明報》，2012年2月11日。
- 〈李紹鴻教授獲醫療領導獎 （页面存档备份，存于）〉，《中大通訊》第四一一期。香港：香港中文大學，2013年1月19日。
- 〈食物及衛生局局長對李紹鴻教授逝世深表哀悼 （页面存档备份，存于）〉，《香港政府新聞公報》，2014年1月9日。
- 〈衛生署署長深切哀悼李紹鴻教授逝世 （页面存档备份，存于）〉，《香港政府新聞公報》，2014年1月9日。
- 〈新聞稿：敬悼李紹鴻教授 （页面存档备份，存于）〉。香港：香港中文大學，2014年1月9日。
- 〈首任衛生署長腦溢血病逝 （页面存档备份，存于）〉，《蘋果日報》，2014年1月10日。
- 〈前衞生署長李紹鴻逝世 （页面存档备份，存于）〉，《東方日報》，2014年1月10日。
- 〈敬悼李紹鴻教授 SBS, ISO, 太平紳士 （页面存档备份，存于）〉。香港：香港吸煙與健康委員，2014年1月13日。
- 〈悼念李紹鴻教授〉，《特首網誌》，2014年1月14日。
- 〈李紹鴻設靈，政醫界同哀 （页面存档备份，存于）〉，《太陽報》，2014年1月16日。
- 〈李紹鴻今日舉殯 梁振英林鄭送花牌悼 （页面存档备份，存于）〉，《蘋果日報》即時新聞，2014年1月16日。
- 《永遠懷念李紹鴻教授 （页面存档备份，存于）》。香港聖公會：聖約翰座堂，2014年1月16日。
- 〈職業性失聰補償管理局主席與成員深切哀悼李紹鴻教授逝世 （页面存档备份，存于）〉。香港：職業性失聰補償管理局，造訪於2014年1月15日。
- 〈悼念李紹鴻教授 （页面存档备份，存于）〉。香港：香港社會醫學學院，造訪於2014年1月15日。

### 英文資料
- Who's who in Hong Kong: a bibliographical dictionary of Hong Kong.  Hong Kong: The South China Morning Post, 1979.
- "Announcements: Professional Appointment （页面存档备份，存于）", CUHK Newsletter No. 57. Hong Kong: The Chinese University of Hong Kong, August 1994.
- "Honorary Fellow - A Citation: Professor Lee Shiu Hung （页面存档备份，存于）", Honorary Fellowship, The Chinese University of Hong Kong, 2009.
- "Press Release: In Memory of Professor Lee Shiu Hung". Lee Ka Shing Faculty of Medicine, The University of Hong Kong, 9 January 2014.

## 外部連結
- 李紹鴻教授，香港公共衛生的過去，如何面對新挑戰？，2012年12月2日（學術講座簡報）
- 李紹鴻教授獻辭 （页面存档备份，存于），2000年（香港禁毒常務委員會成立35周年）
- 嚴重急性呼吸系統綜合症專家委員會 （页面存档备份，存于）
- 李紹鴻教授圖片集 （页面存档备份，存于）

| 政府职务          | 政府职务                               | 政府职务            |
| ----------------- | -------------------------------------- | ------------------- |
| 前任： 唐嘉良醫生 | 署理醫務衛生署署長 1988年–1989年       | 繼任： 廢除         |
| 首任              | 衛生署署長 1989年–1994年               | 繼任： 陳馮富珍醫生 |
| 官衔              |                                        |                     |
| 前任： 梁定邦醫生 | 香港吸煙與健康委員會主席 1994年–1997年 | 繼任： 賀達理教授   |
| 首任              | 職業性失聰補償管理局主席 1995年–2003年 | 繼任： 李國祥醫生   |
| 前任： 陳佳鼐醫生 | 禁毒常務委員會主席 1999年–2003年       | 繼任： 蔡元雲醫生   |